# Zomergem
Zomergem est une ancienne commune néerlandophone de Belgique située en Région flamande, dans la province de Flandre-Orientale. C'était une commune à part entière avant sa fusion avec Lovendegem et Waarschoot au 1er janvier 2019 devenant ainsi une section de la nouvelle commune de Lievegem. Zomergem avait déjà connu une première fusion en 1977 avec les communes de Ronsele et Oostwinkel.
Au premier janvier 2019, elle fusionne avec Lovendegem et Waarschoot au sein de la nouvelle commune de Lievegem.

## Sections de la commune fusionnée (1977-2018)
| # | Section    | Superf. (km²) | Habitants (2020) | Habitants par km² | Code INS |
| - | ---------- | ------------- | ---------------- | ----------------- | -------- |
| 1 | Zomergem   | 28,27         | 7.138            | 253               | 44080A   |
| 2 | Ronsele    | 2,54          | 566              | 223               | 44080B   |
| 3 | Oostwinkel | 8,49          | 798              | 94                | 44080C   |

## Démographie

### Évolution démographique: Avant la fusion de 1977
- Sources : INS, Rem. : 1831 jusqu'en 1970 = recensements, 1976 = nombre d'habitants au 31 décembre[2].

### Évolution démographique: Commune fusionnée de 1977 à 2018
En tenant compte des anciennes communes entraînées dans la fusion de communes de 1977, on peut dresser l'évolution suivante:
Les chiffres des années 1831 à 1970 tiennent compte des chiffres des anciennes communes fusionnées.
- Source: DGS , de 1831 à 1981=recensements population; à partir de 1990 = nombre d'habitants chaque 1 janvier